# Епархия Ариано-Ирпино-Лачедонии
Епархия Ариано-Ирпино-Лачедонии (лат. Dioecesis Arianensis Hirpina-Laquedoniensis, итал. Diocesi di Ariano Irpino-Lacedonia) епархия Римско-католической церкви в составе митрополии Беневенто, входящей в церковную область Кампании.
Клир епархии включает 75 священников (57 епархиальных и 18 монашествующих священников), 20 монахов, 54 монахинь.
Адрес епархии: Piazza Pebiscito 13, 83031 Ariano Irpino [Avellino], Italia.

## Территория
В юрисдикцию епархии входят 43 прихода в 24 коммунах Кампании: 20 в провинции Авеллино, 3 в провинции Беневенто и 1 в провинции Фоджа. Кроме городов Ариано-Ирпино и Лачедония, в состав епархии входят коммуны Анцано-ди-Пулья, Бонито, Карифе, Казальборе, Кастель-Барония, Кастельфранко-ин-Мискано, Флумери, Джинестра-дельи-Скьявони, Гречи, Гроттаминарда, Мелито-Ирпино, Монтагуто, Монтефальконе-ди-Валь-Форторе, Сан-Никола-Барония, Сан-Соссьо-Барония, Савиньяно-Ирпино, Скампителла, Тревико, Виллата, Валлезаккарда, Вилланова-дель-Баттиста и Цунголи.
Кафедра архиепископа находится в городе Ариано-Ирпино в церкви Санта Мария Ассунта. В городе Лачедония находится сокафедральный собор Санта Мария Ассунта.

## История
Кафедры Ариано-Ирпино и Лачедонии были основаны в конце X — начале XI века.
Название города Ариано ведет происхождение от древнеримского Ara Jani. Пока не обнаружено никаких исторических документов, в которых говорилось бы о распространении христианства на этой территории. Существует предположение, что христианство в Ариано получило распространение не ранее IV века. Впервые кафедра Ариано упоминается в X веке в буллах Папы Иоанна XIII (965, 972), в которых о ней говорится, как об епископстве-суффраганстве архиепархии Беневенто.
Первым известным епископом Ариано был Майнардо ди Пуатье. При нём в 1070 году был построен соборный баптистерий. В следующем году, вместе с Папой Александром III, он принимал участие в освящении церкви в Монте-Кассино. Предание перечисляет имена ряда епископов, занимавших кафедру Ариано до Майнардо.
Кафедра Лачедонии была основана в XI веке. Дезидерио, первый известный по имени епископ Лачедонии, упоминается в документе 1082 года, но, вероятно, что и у него были предшественники. Среди епископов Лачедонии наиболее известны имена Гульельмо Неритоно (1392), Антонио Дура (1506), Джанфранко Кардуччи (1564), математика Марко Педакка (1584), ученого Джакомо Кандидо (1606), Джакомо Джордано (1651), построившего епископский дворец и спланировавшего строительство нового собора, Бенедетто Бартоло, который был похищен бандитами и спасен маркизой ди Карпи, Морея (1684), упразднившего ряд праздников языческого происхождения, которые отмечались накануне Богоявления, и начавшего строительство нового собора.
При епископе Франческо Убальдо Романци (1798) епархия Лачедонии была объединена с епархией Тревико, епископством-суффраганством архиепархии Беневенто, основанном в X веке.
Территория епархии Лачедонии неоднократно подвергалась землетрясениям, самыми разрушительными из которых были землетрясения 1694 и 1702 года.
Епархии Ариано и Лачедонии, бывшие к тому времени епископствами-суффраганствами архиепархии Концы и Кампании, были объединены 30 сентября 1986 года в единую епархию. До это 9 марта 1974 года они были объединены по принципу in persona episcopi.

## Ординарии епархии

### Кафедра Ариано
- Бонифачо (1039—1039);
- Майнардо I (1070—1080);
- Джованни I (1080);
- Саруло (1085—1097);
- Джерардо (1098);
- Неизвестный по имени (упоминается в 1119 и в 1143);
- Бартоломео (1179);
- Неизвестный по имени (упоминается в 1200);
- Майнардо II (1238);
- Руджерио (упоминается в 1247);
- Джакомо I (1255);
- Риккардо де Рокка (1250—1256);
- Пеллегрино (упоминается в 1267/1277);
- Руджерио де Ветро (1291);
- Райно (1300—1307);
- Ростаньо (1309—1310);
- Лоренцо (1310);
- Роберто (1342) — францисканец;
- Джованни II (1344/1345);
- Раймондо (1349);
- Джованни III (1356) — францисканец;
- Томмазо (1356);
- Дионизио (1364) — августинец;
- Джакомо II (1370) — фанцисканец;
- Симоне (1372 — 21.04.1373) — назначен епископом Мура Лукано;
- Доменико (1373);
- Джероальдо (1382—1390);
  - Джованни (1386—1386) — антиепископ;
- Лука (1390—1400) — бенедиктинец;
- Донато (19.06.1400 — 1406) — назначен епископом Тревико;
- Анджело де Раймо (28.07.1406 — 1432) — бенедиктинец;
- Анджело Грасси (1432—1449) — назначен архиепископом Реджо-Калабрии;
- Урсо Лео (1449);
- Джакомо Порфида (08.04.1463 — 1480);
- Никола Ипполити (14.07.1480 — 05.09.1481) — назначен архиепископом Россано;
- Паоло Бракки (1481—1497);
- Никола Ипполити (10.01.1498 — 1511) — вторично;
- Диомеде Карафа[итал.] (09.04.1511 — 12.08.1560);
- Оттавиано Преконио[итал.] (13.06.1561 — 18.03.1562) — назначен архиепископом Палермо;
- Донато Лауренти (29.01.1563 — 1584);
- Альфонсо Эррера (25.02.1585 — 20.12.1602);
- Витторино Мансо (20.12.1602 — 03.04.1611);
- Оттавио Ридольфи (01.10.1612 — 20.03.1623) — назначен епископом Агридженто;
- Паоло Кайятья (15.04.1624 — 1638);
  - Sede vacante (1638—1642);
- Андрес Агуадо (26.05.1642 — 10.07.1645);
- Паоло Палумбо (1645—1647);
- Алессандро Росси 14.02.1650 — 1656);
- Лодовико Моралес (10.03.1659 — 07.02.1667) — августинец, назначен епископом Тропеи;
- Эммануэле Бранкаччи (1667—1688) — бенедиктинец;
- Джованни Бонелла (1689—1696) — кармелит, назначен епископом Тропеи;
- Джачинто делла Кальче (03.06.1697 — 1715);
- Филиппо Типальди (12.06.1717 — 1748);
- Исидоро Санчес де Луна (06.05.1748 — 22.04.1754) — назначен архиепископом Таранто;
- Доменико Саверио Пульчи (20.05.1754 — 1778);
- Лоренцо Потенца (01.06.1778 — 26.03.1792) — назначен епископом Сарно;
- Джованни Саверио Пирелли (26.03.1792 — 1818);
- Доменико Руссо (06.04.1818 — 1837);
- Франческо Капеццути (15.02.1837 — 1858);
- Конченцио Пасквини (21.12.1857 — 1858);
- Микеле Капуто (27.09.1858 — 1862);
  - Sede vacante (1862—1871);
- Луиджи Мария Агвилар (27.10.1871 — 17.09.1875) — барнабит, назначен архиепископом Бриндизи;
- Сальваторе Мария Низио (17.09.1875 — 26.06.1876) — пиарист, назначен титулярным епископом Аморио;
- Франческо Тротта (26.06.1876 — 01.06.1888) — назначен епископом Терамо;
- Андреа д’Aгостино (01.06.1888 — 1913);
- Джованни Онорато Каркатерра (13.03.1914 — 27.05.1915);
- Козимо Агостино (01.06.1915 — 30.03.1918);
- Джузеппе Лойяконо (04.11.1918 — 01.06.1939);
- Джоккино Педичини (08.08.1939 — 22.11.1949) — назначен епископом Авеллино;
- Паскуале Венеция (11.02.1951 — 02.06.1967) — назначен епископом Авеллино;
  - Sede vacante (1967—1974);
- Агапито Симеони (09.05.1974 — 02.01.1976);
- Никола Агноцци (24.03.1976 — 30.09.1986) — назначен епископом Ариано-Ирпино-Лачедонии.

### Кафедра Лачедонии
- Дезидерио (1082—1085);
- Джачинто I (упоминается в 1108);
- Анджело (упоминается в 1179);
- Антонио I (упоминается в 1265);
- Роджеро (1275) — назначен епископом Раполлы;
- Николо I (1321—1345);
- Франческо де Марции (1345) — францисканец;
- Паоло де Манасси (1381—1385) — францисканец;
- Антонио II (1386—1392);
- Гульельмо Неритоно (24.01.1392 — 1396) — францисканец, назначен епископом Галлиполи;
- Джованни I (1396—1399);
- Якопо де Марция (1399);
- Адинольфо (1401—1418);
- Джачинто II (1418);
- Николо II (XV век);
- Антонио III (1428);
- Джованни II (1452);
- Джакомо Порфида (11.08.1452 — 08.04.1463) — назначен епископом Ариано;
- Петруччо де Мильоло (30.01.1463 — 1481);
- Джованни дей Поркари (27.08.1481 — 1486);
- Никколо де Рубини (02.06.1486 — 1506);
- Антонио Дура (29.07.1506 — 1538);
- Антонио Сансеверино (25.02.1538 — 24.09.1538) — апостольский администратор;
- Шпьоне Дура (24.09.1538 — 1551);
- Паоло Каппеллетто (24.07.1551 — 1564);
- Джанфранко Кардуччи (16.05.1564 — 1584);
- Марко Педакка (14.05.1584 — 27.01.1602);
- Джан Паоло Палентери (15.12.1602 — 1606) — францисканец;
- Джакомо Кандидо (06.11. 1606—1608);
- Джан Джероламо Кампанили (24.12.1608 — 27.01.1625) — назначен епископом Изернии;
- Фердинандо Бруни (15.09.1625 — 1648) — францисканец;
- Джан Джакомо Кристофоро (22.04.1649 — 1649);
- Амброзио Вьола (10.10.1649 — 1651) — доминиканец;
- Джакомо Джордано (23.10.1651 — 09.11.1661);
- Пьер Антонио Капобьянки (12.03.1663 — 1672);
- Бенедетто Бартоло (12.09.1672 — 18.09.1684) — назначен епископом Белькастро;
- Джамбаттиста Морея (02.12.1684 — 11.12.1710);
  - Sede vacante (1710—1718);
- Дженнаро Скалея (24.01.1718 — 27.02.1736) — назначен епископом Сан-Северо;
- Клаудио Доменико Альбини (27.02.1736 — 25.06.1744);
- Томмазо Ачети[итал.] (07.09.1744 — 10.04.1749);
- Николо де Амато (21.07.1749 — 31.08.1789);
- Франческо Убальдо Романци (29.01.1795 — 30.10.1816);
- Винченцо Феррари (04.06.1819 — 03.05.1824) — назначен епископом Мельфи и Раполлы;
- Джузеппе Мария Боттичелли (23.06.1828 — 15.10.1832) — миним;
- Микеле Ланцетта (20.01.1834 — 25.04.1842);
- Луиджи Джанпоркаро[итал.] (19.06.1843 — 17.06.1844) — назначен епископом Монополи;
- Луиджи Наполитано (20.01.1845 — 26.11.1857);
- Франческо Майорсини (20.06.1859 — 27.10.1871) — назначен архиепископом Амальфи;
- Бенедетто Аугусто (22.12.1871 — 16.12.1879);
- Пьетро Альфонсо Йорио (27.02.1880 — 27.03.1885) — назначен архиепископом Таранто;
- Джованни Мария Дьямаре (27.03.1885 — 01.06.1888) — назначен епископом Сесса-Аурунки;
- Франческо Ньола (01.06.1888 — 14.12.1891) — назначен архиепископом Гаэты;
- Диомеде Анджело Раффаэле Дженнаро Фальконио (11.07.1892 — 29.11.1895) — назначен епископом Ачеренца-Матеры;
- Николо Дзимарино (30.11.1895 — 01.12.1906) — назначен епископом Гравина-Ирзины;
- Гаэтано Пицци (21.07.1907 — 05.11.1912) — назначен епископом Сан-Северо;
- Козимо Агостино (28.07.1913 — 01.06.1915) — назначен епископом Ариано;
- Франческо Маффеи (22.05.1916 — 24.06.1926);
- Джулио Томмази (20.01.1928 — 15.08.1936);
- Кристофоро Доменико Карулло (02.02.1940 — 31.01.1968);
  - Sede vacante (1968—1974);
- Агапито Симеони (09.05.1974 — 02.01.1976);
- Никола Агноцци (24.03.1976 — 30.09.1986) — назначен епископом Ариано-Ирпино-Лачедонии.

### Кафедра Ариано-Ирпино-Лачедонии
- Никола Агноцци (30.09.1986 — 11.06.1988);
- Антонио Форте[итал.] (11.06.1988 — 20.02.1993) — назначен епископом Авеллино;
- Эдуардо Давино[итал.] (15.07.1993 — 10.11.1997) — назначен епископом Палестрины;
- Дженнаро Паскарелла[итал.] (14.11.1998 — 10.01.2004) — назначен епископом-коадъютором Поццуоли;
- Джованни Д’Ализе[итал.] (5 июня 2004 — 21 марта 2014), назначен епископом Казерты.
  - Sede Vacante

## Статистика
На конец 2006 года из 74 200 человек, проживающих на территории епархии, католиками являлись 73 524 человек, что соответствует 99,1 % от общего числа населения епархии.
| год                             | население | население | население | священники | священники        | священники         | священники                           | постоянные диаконы | монахи  | монахи  | приходы |
| год                             | католики  | всего     | %         | всего      | белое духовенство | черное духовенство | число католиков на одного священника | постоянные диаконы | мужчины | женщины | приходы |
| ------------------------------- | --------- | --------- | --------- | ---------- | ----------------- | ------------------ | ------------------------------------ | ------------------ | ------- | ------- | ------- |
| Епархия Ариано-Ирпино           |           |           |           |            |                   |                    |                                      |                    |         |         |         |
| 1905                            | 50.400    | ?         | ?         | 128        | 125               | 3                  | ?                                    | ?                  | ?       | ?       | 25      |
| 1950                            | 62.000    | 62.406    | 99,3      | 48         | 39                | 9                  | 1.291                                |                    | 10      | 96      | 24      |
| 1959                            | 63.300    | 63.500    | 99,7      | 43         | 33                | 10                 | 1.472                                |                    | 12      | 112     | 30      |
| 1969                            | 63.300    | 63.500    | 99,7      | 46         | 31                | 15                 | 1.376                                |                    | 16      | 78      | 24      |
| 1980                            | 42.800    | 43.000    | 99,5      | 21         | 21                |                    | 2.038                                |                    |         | 72      | 30      |
| Епархия Лачедонии               |           |           |           |            |                   |                    |                                      |                    |         |         |         |
| 1905                            | 28.000    | ?         | ?         | ?          | ?                 | ?                  | ?                                    | ?                  | ?       | ?       | 11      |
| 1950                            | 34.673    | 35.948    | 96,5      | 31         | 29                | 2                  | 1.118                                |                    | 3       | 30      | 11      |
| 1970                            | 30.350    | 30.447    | 99,7      | 20         | 14                | 6                  | 1.517                                |                    | 6       | 26      | 13      |
| 1980                            | 26.000    | 26.300    | 98,9      | 18         | 11                | 7                  | 1.444                                |                    | 7       | 19      | 13      |
| Епархия Ариано-Ирпино-Лачедонии |           |           |           |            |                   |                    |                                      |                    |         |         |         |
| 1990                            | 64.728    | 64.926    | 99,7      | 52         | 33                | 19                 | 1.244                                |                    | 20      | 82      | 35      |
| 1999                            | 71.000    | 71.177    | 99,8      | 47         | 36                | 11                 | 1.510                                |                    | 14      | 63      | 43      |
| 2000                            | 69.711    | 70.611    | 98,7      | 50         | 37                | 13                 | 1.394                                |                    | 16      | 71      | 43      |
| 2001                            | 69.745    | 70.748    | 98,6      | 41         | 31                | 10                 | 1.701                                |                    | 13      | 67      | 43      |
| 2002                            | 69.236    | 69.599    | 99,5      | 48         | 37                | 11                 | 1.442                                |                    | 14      | 70      | 43      |
| 2003                            | 71.329    | 71.942    | 99,1      | 50         | 39                | 11                 | 1.426                                |                    | 14      | 68      | 43      |
| 2004                            | 72.902    | 74.055    | 98,4      | 51         | 38                | 13                 | 1.429                                |                    | 16      | 63      | 43      |
| 2006                            | 73.524    | 74.200    | 99,1      | 75         | 57                | 18                 | 980                                  |                    | 20      | 54      | 43      |

### По епархии Ирпино
- Giuseppe Cappelletti, Le chiese d’Italia della loro origine sino ai nostri giorni, vol. XIX, Venezia 1864, pp. 117—138 (итал.)
- Vincenzio d’Avino, Cenni storici sulle chiese arcivescovili, vescovili e prelatizie (nullius) del Regno delle Due Sicilie, Napoli 1848, pp. 31-33 (итал.)
- Giuseppe Gabrieli, Bibliografia di Puglia, parte II, pp. 334—335 (итал.)

### По епархии Лачедонии
- О епархии Лачедонии на сайте , страница Сatholic-hierarchy.org
- Giuseppe Cappelletti, Le chiese d’Italia della loro origine sino ai nostri giorni, vol. XX, Venezia 1866, pp. 560—565 (итал.)
- Pius Bonifacius Gams, Series episcoporum Ecclesiae Catholicae, Leipzig 1931, vol. I, pp. 887—888; vol. II, p. 16 (лат.)